# Demografia Indiei
India se află pe primul loc la categoria celor mai populate țări și numără în jur de 1.450 miliarde de locuitori. Este o țară tânără care numără 560 de milioane de persoane cu vârste sub 25 ani. În 2004, un indian din 2 avea sub 25 ani și 70 % din populație locuiește în mediul rural.
Totodată, deși a reușit să își stăpânească demografia, India cunoaște o creștere continuă de locuitori. Populația indiană crește cu în jur de 19 milioane de indivizi pe an ( consecința unei fecundități de 3,1 copii pe femeie în medie – spre deosebire de China cu 1,7. În intervalul 2000- 2005, populația indiană suplimentară care trebuie adăpostită, îmbrăcată, hrănită și educată corespundea numărului total de locuitori ai Australiei.
Dacă fecunditatea indiană a intrat în colaps în ultimii 50 ani, scăderea nivelului de creștere demografica este neregulată și relativ lentă. Acest fapt este atribuit unei politici demografice incoerente, spre exemplu China adoptând politica copilului unic.
India, din punct de vedere demografic, îsi axează politica pe responsabilizarea individuală, prin centre de informare asupra  contracepției. Această politică care nu constrânge diferă de cea a copilului unic din China, care de altfel nici nu a evoluat, în afara unor rezultate obținute în mediul rural.
Factorii care au influențat natalitatea sunt :
- ameliorarea generală a nivelului de trai
- alfabetizarea femeilor în anumite state ca Kerala

India se confruntă astăzi cu un fenomen problematic: scăderea numărului de femei în raport cu numărul de bărbați, din cauza eliminării prenatale sau postnatale (nu este ceva straniu ca nou- născuți să fie găsiți în agonie în pubele) masive de fetuși feminini. În consecință, numeroși bărbați trăiesc un celibat forțat, în timp ce se dezvoltă un vast trafic de fete străine pentru măritiș și în anumite locuri, vechea practică a poliandriei se dezvoltă chiar dacă nu semnificativ.
Practica abuzivă a ecografiei, care permite o determinare precoce a sexului copilului ce urmează să se nască, a mărit numărul de avorturi selective. Aceste fenomen este relativ frecvent în familiile care locuiesc în zona urbană și de clasă mijlocie. De asemenea modelul familiei cu un băiat și o fată tinde să se generalizeze în această clasă a populației.
Cauza care explică eliminarea fetușilor feminini este de ordin socio-cultural: destinul unei fete indiene este de a – și părăsi familia în momentul căsătoriei pentru a trăi în cea a soțului și de a contribui la economia căminului socrilor săi. Pe de altă parte, familia logodnicului trebuie să primească o zestre de la socrii, practică altădată rezervată doar castei brahmanilor dar care tinde să se extindă în ansamblul populației și care dă uneori naștere unor abuzuri. Astfel, achitarea unei zestre poate să aducă după sine grave dificultăți financiare, ruina familiei miresei. Cazurile de ucidere a tinerelor căsătorite  din pricina familiei socrilor sunt deseori denunțate în presa indiană ca o consecință a lipsei zestrei. În 2006 se estima că un astfel de caz era denunțat poliției la fiecare 77 de minute.

## Structură confesională
Notă:"Total" exclude Mao-Maram, Paomata și subdiviziunile districtului Senepati statului Manipur.
India conține majoritatea persoanelor cu religia Zoroastrian din lume, sikh, hinduși, jainiști și Baha'i. India este de asemenea casa populației musulmană, a treia ca mărime din lume după Indonezia și Pakistan.
Majoritatea religiilor variază foarte mult de la stat la stat. Jammu, Kashmir și Lakshadweep sunt state populate în majoritate de către musulmani; Nagaland, Mizoram și Meghalaya sunt majoritar creștine; Punjab este în cea mai mare parte Sikh; Este necesar să se observe că în timp ce participanții la recensământul din India pot alege sa nu declare religia lor, nu există nici un mecanism pentru a indica faptul că o persoana nu respectă nici o religie. Datorită acestei limitări în procesul de recensământ indian, datele de la persoanele care nu sunt afiliate cu nici o religie nu poate fi exacte.
Tabelul de mai jos conține rezultatele recensământului din 2001 cu privire la religie în India.
| Religiile                            | Hinduism | Islamism | Creștinism | Sikhism | Budism | Jainism | Altele |
| ------------------------------------ | -------- | -------- | ---------- | ------- | ------ | ------- | ------ |
| % Totalul populației 2005            | 80.5%    | 13.4%    | 2.3%       | 1.9%    | 0.8%   | 0.4%    | 0.6%   |
| Creșterea în 10 ani % ('91–'01)*     | 20.3%    | 29.5%    | 22.6%      | 18.2%   | 24.5%  | 26.0%   | 103.1% |
| Raportul sexelor (în medie 944)      | 935      | 940      | 1009       | 895     | 955    | 940     | 1000   |
| Rata de alfabetizare (în medie 79.9) | 75.5     | 60.0     | 90.3       | 70.4    | 73.0   | 95.0    | 50.0   |
| Rata participării la locul de muncă  | 40.4     | 31.3     | 39.7       | 37.7    | 40.6   | 32.9    | 48.4   |
| Raportul pe sexe în mediul rural     | 944      | 953      | 1001       | 895     | 958    | 937     | 995    |
| Raportul pe sexe în mediul urban     | 922      | 907      | 1026       | 886     | 944    | 941     | 966    |
| Raportul pe sexe la copii (0–6 ani)  | 925      | 950      | 964        | 786     | 942    | 870     | 976    |